# Peyroules
Peyroules ist eine französische Gemeinde mit 248 Einwohnern (Stand 1. Januar 2022) im Département Alpes-de-Haute-Provence in der Region Provence-Alpes-Côte d’Azur. Sie gehört zum Kanton Castellane im gleichnamigen Arrondissement.

## Geografie
Die Gemeinde ist eine Streusiedlung und liegt an der Crête de la Blachette. Im westlichen Gemeindegebiet entspringt der Fluss Jabron, am Oberlauf befindet sich der Weiler La Bâtie. Im Osten entspringt der Fluss Artuby, dort befindet sich der Weiler La Foux.
Die angrenzenden Gemeinden sind Soleilhas im Norden, Saint-Auban im Nordosten, Valderoure im Südosten, Châteauvieux im Süden, La Garde im Westen sowie Demandolx (Berührungspunkt) im Nordwesten.

## Bevölkerungsentwicklung
| 1962 | 1968 | 1975 | 1982 | 1990 | 1999 | 2004 | 2012 |
| ---- | ---- | ---- | ---- | ---- | ---- | ---- | ---- |
| 120  | 91   | 82   | 91   | 109  | 136  | 186  | 227  |

## Baudenkmäler
Siehe: Liste der Monuments historiques in Peyroules

## Persönlichkeiten
- Gilbert Sauvan (1956–2017), sozialistischer Politiker, Abgeordneter der Nationalversammlung

## Weblinks

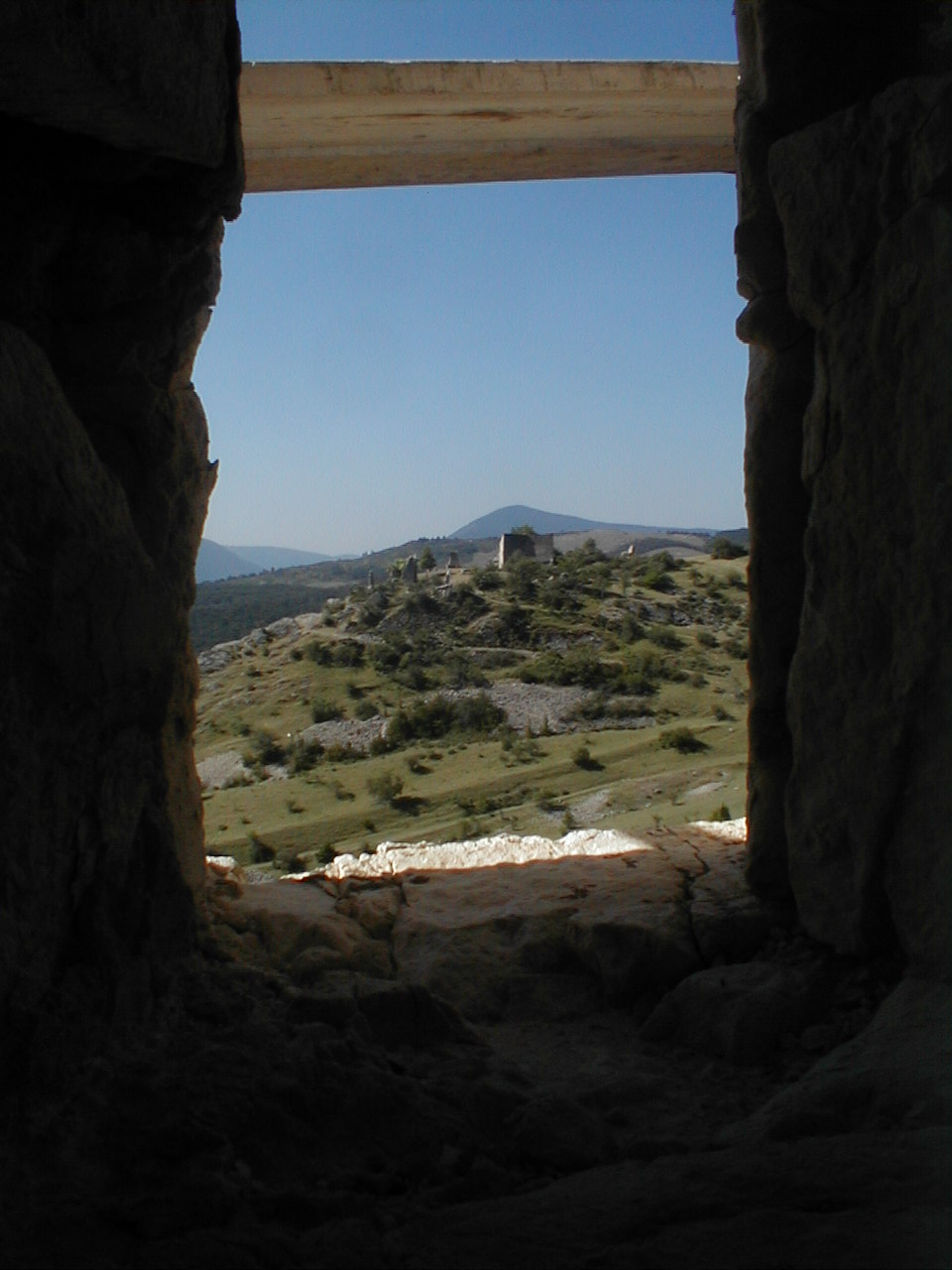
Das ehemalige Dorf